# Katharinenschwestern

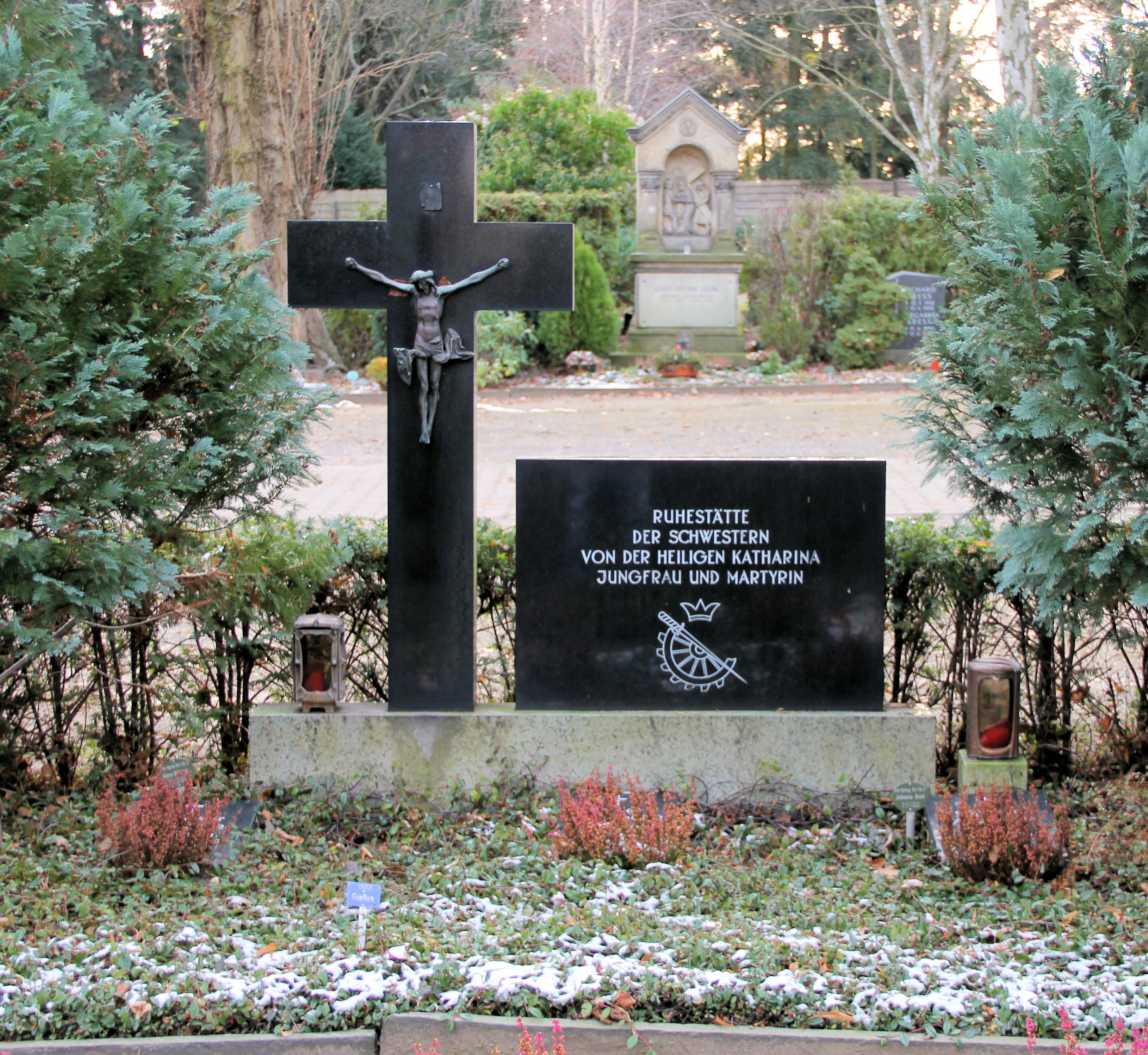
Grabstätte der Katharinenschwestern, auf dem St.-Matthias-Friedhof in Berlin-Tempelhof

Die Kongregation der Schwestern von der hl. Jungfrau und Martyrin Katharina (lat.: Congregatio Sanctae Catharinae), Ordenskürzel CSC, auch als Katharinerinnen oder Katharinenschwestern bekannt, ist in der katholischen Kirche eine der ältesten aktiven Frauenorden, der seit der Gründung im Jahr 1571 ohne Unterbrechung besteht. Der Orden wurde von der seligen Regina Protmann (1552–1613) in Braunsberg gegründet.

## Geschichte
Mit zwei Begleiterinnen lebte Regina Protmann ab 1571 in einer geistlichen Gemeinschaft; die Frauen waren in der Krankenpflege tätig. Regina Protmann entwarf eine Ordensregel, und die Frauen legten das Gelübde zu einem Leben nach den Evangelischen Räten ab. Die Schwestern lebten nicht in der Klausur. Nachdem die Gemeinschaft durch Bischof Martin Kromer von Ermland 1583 als Kongregation bischöflichen Rechts anerkannt wurde, stellte Regina Protmann die Ordensgemeinschaft unter das Patronat der heiligen Katharina von Alexandrien. Die erste Ordenskirche wurde die Katharinenkirche in Braunsberg. Über 40 Jahre leitete die immer wieder gewählte Gründerin als Generalsuperiorin die Gemeinschaft. In der Führung ihrer Konvente Braunsberg, Wormditt, Heilsberg und Rößel zeigte sie sich resolut, gab den Mitschwestern geistlichen Unterricht und galt ihnen als „liebe getreue, geistliche Mutter“.

## Entwicklung
Der Arbeitsschwerpunkt entwickelte sich auf den Gebieten der Alten- und Krankenpflege, der Betreuung von Waisen und der Erziehung junger Mädchen. Der Orden entwickelte sich rasant. 1586 erfolgte in Wormditt, 1587 in Heilsberg und 1593 eine weite Gründung in Rößel. 1602 erhielt der Katharinerinnen-Orden durch Papst Clemens VIII. die Approbation. Hiernach wurden insbesondere Schulen gegründet, in denen Mädchen Lesen, Schreiben, Rechnen und den Katechismus lernen konnten. Im Laufe der Zeit betrieb der Orden Krankenhäuser, Waisen- und Altenheime. Die Katharinerinnen breiteten sich vor allem seit dem 19. Jahrhundert über das Ermland hinaus als Lehrorden aus. Sie wirkten in Königsberg, Berlin und Litauen. 1866 gingen einige Schwestern nach Liverpool, 1877 übernahmen Katharinerinnen die deutsche Schule in Helsinki, 1897 wurden sie von den  Franziskanern nach Brasilien gerufen, wo sie heute zahlenmäßig am stärksten sind. 1983 eröffnete man in Togo eine Missionsstation.

## Vertreibung und Wiederaufbau
1933 hatte die Ordensgemeinschaft über 1000 Mitglieder. Bis zum Jahre 1945 blieb das Ermland Sitz des Ordens. Mit dem Ende des Zweiten Weltkriegs wurden die Schwestern jedoch aus ihrer Heimat vertrieben. 102 Schwestern kamen in den Kriegswirren ums Leben. Die Ordensschwestern ließen sich zunächst im Bistum Osnabrück nieder und zogen in den 1950er Jahren nach Frankfurt am Main. Andere Katharinerinnen übernahmen Krankenhäuser in Hamburg-Wilhelmsburg, Xanten, Daun und das Sankt-Gertrauden-Krankenhaus in Berlin, wo sie aber nur noch an dessen Leitung beteiligt sind.

## Ordenswappen

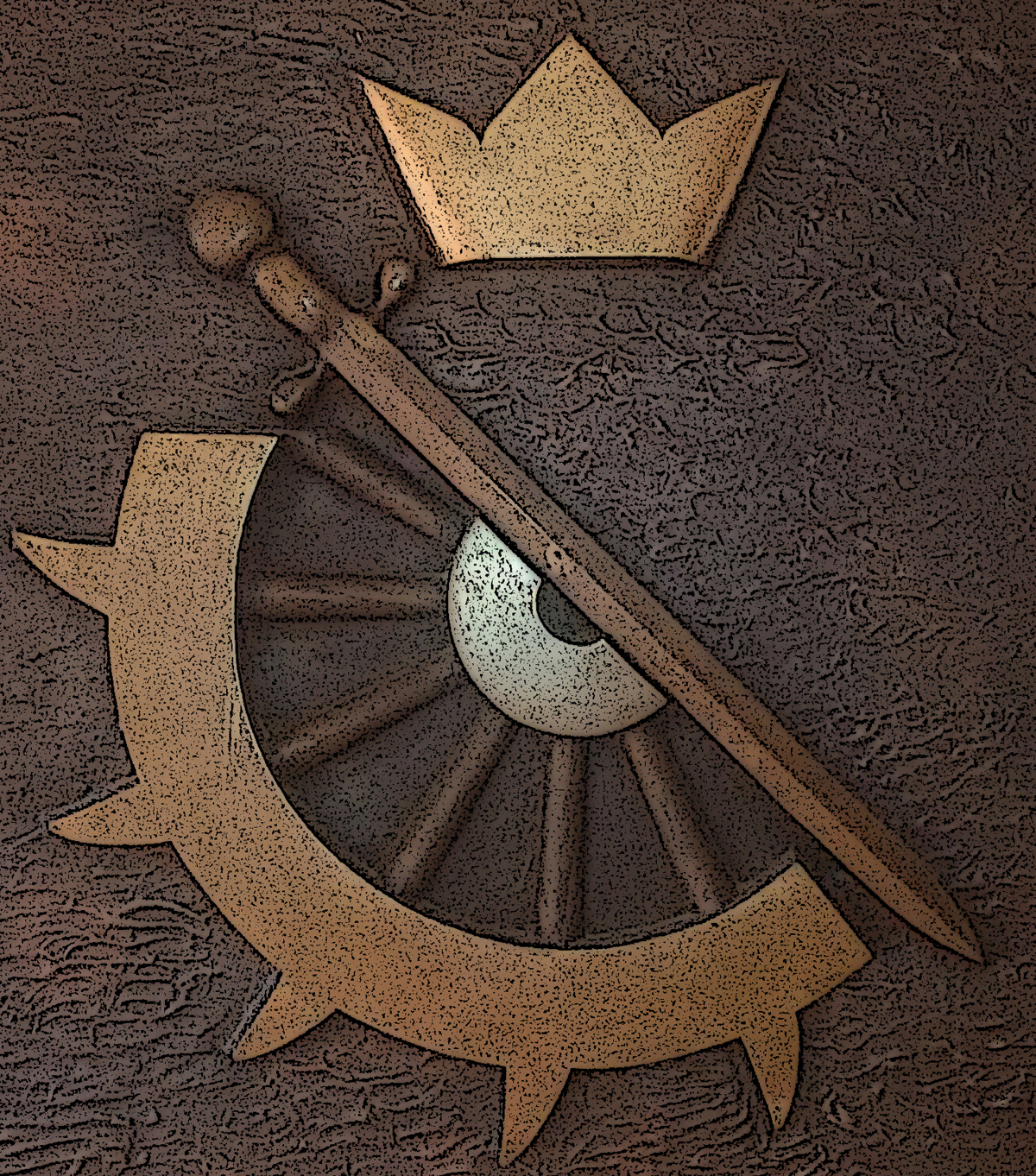
Ordenswappen der Katharinenschwestern Ordensgründung 1571

Das Wappen der Kongregation setzt sich zusammen aus einer Krone, einem Schwert und einem zerbrochenen Rad, den ikonographischen Attributen der heiligen Katharina. Die Krone steht für die königliche Herkunft Katharinas (Anfang des 4. Jahrhunderts nach Christus), die eine Tochter des  Königs Kostos von Alexandrien war. Das zerbrochene Rad und das Schwert weisen auf das Martyrium und die Enthauptung der heiligen Katharina hin.

## Organisation
Einige Schwestern blieben nach dem Zweiten Weltkrieg in Ostpreußen und gründeten die in Heilsberg, Wormditt und Braunsberg die polnische Ordensprovinz. Kleinere Niederlassungen befinden sich in Litauen (Katharinenkloster Krakės), Russland, Italien, Belarus und Togo. Der Sitz des Generalats befindet sich seit 1953 in Grottaferrata bei Rom, die deutsche Provinzialleitung, die auch für das Ermland zuständig ist, ist seit 1949 im Ermlandhaus in  Münster/Westfalen beheimatet. Am Mutterhaus wurde eine von Werner-Jakob Korsmeier geschaffene Bronzestatue der Ordensgründerin errichtet.

## Seligsprechung von 15 ostpreußischen Märtyrerschwestern
Der Seligsprechungsprozess von 15 Katharinenschwestern, die am Ende des Zweiten Weltkriegs in Ostpreußen getötet worden waren, wurde 2004 vom Erzbistum Ermland eingeleitet. Am 14. März 2024 anerkannte das vatikanische Dikasterium für die Heiligsprechungen das Martyrium von Schwester Maria Christophora (Marta) Klomfass und ihrer 14 Gefährtinnen an. Die meisten der Schwestern waren in den letzten Kriegsmonaten von sowjetischen Soldaten getötet oder mit Todesfolge misshandelt bzw. vergewaltigt worden. Ihre Seligsprechung erfolgte am 31. Mai 2025 in Braniewo (Braunsberg).

## Einrichtungen in Deutschland
- Berlin: Sankt-Gertrauden-Krankenhaus
- Daun: Krankenhaus Maria Hilf, Medizinisches Versorgungszentrum (MVZ) Daun, Seniorenhaus Regina Protmann, Pflegeschulen Maria Hilf
- Kelberg: Regina-Protmann-Stift
- Frankfurt am Main: Sankt Katharinen-Krankenhaus, Hospiz Sankt Katharina, Katharinen-Service
- Xanten: Sankt Josef-Hospital, Klinik Service Xanten

Der deutschen Provinz gehörten 2017 81 Schwestern an.